# Onthophagus kiambram
Onthophagus kiambram är en skalbaggsart som beskrevs av Ross Storey 1977. Onthophagus kiambram ingår i släktet Onthophagus och familjen bladhorningar. Inga underarter finns listade i Catalogue of Life.